# Стјуарт Сатклиф
Стјуарт Фергусон Виктор Сатклиф (енгл. Stuart Fergusson Victor Sutcliffe; Единбург, 23. јуна 1940 — Хамбург, 10. априла 1962) био је енглески сликар и члан Битлса. Напустио је Битлсе пре него што су постали познати. Сатклиф је вероватно измислио назив Битлси, иако се у јединој ауторизованој биографији Битлса Хантера Дејвиса наводи да је име спонтано смислио Џон Ленон. Стјуарт Сатклиф је умро у Хамбургу од тумора на мозгу.